# Ferrari SF-23
De Ferrari SF-23 is een Formule 1-auto die gebruikt werd door het Formule 1-team van Ferrari in het seizoen 2023. De auto was de opvolger van de Ferrari F1-75. 
De SF-23 rijdt met een Ferrari-motor en werd onthuld op 14 februari in Maranello. De SF-23 zal worden bestuurd door Charles Leclerc en Carlos Sainz jr. in respectievelijk hun vijfde en derde seizoen voor het team.

## Resultaten
| Kleur   | Resultaat                       |
| ------- | ------------------------------- |
| Goud    | Winnaar                         |
| Zilver  | Tweede plaats                   |
| Brons   | Derde plaats                    |
| Groen   | Gefinisht (punten behaald)      |
| Blauw   | Gefinisht (geen punten behaald) |
| Blauw   | Niet geklasseerd (NC)           |
| Paars   | Uitgevallen (DNF)               |
| Rood    | Niet gekwalificeerd (DNQ)       |
| Zwart   | Gediskwalificeerd (DSQ)         |
| Wit     | Niet gestart (DNS)              |
| Blanco  | Gewond (INJ)                    |
| Blanco  | Uitgesloten (EX)                |
| Blanco  | Teruggetrokken (WD)             |
| Blanco  | Niet deelgenomen                |
| 1, 2, 3 | Sprint positie (punten behaald) |
| P       | Poleposition                    |
| S       | Snelste ronde                   |

| Jaar | Chassis en banden | Motor             | Coureurs         | 1   | 2   | 3   | 4   | 5   | 6   | 7   | 8   | 9   | 10  | 11  | 12   | 13  | 14  | 15  | 16  | 17   | 18    | 19  | 20   | 21  | 22  | Punten | WK-plaats |
| ---- | ----------------- | ----------------- | ---------------- | --- | --- | --- | --- | --- | --- | --- | --- | --- | --- | --- | ---- | --- | --- | --- | --- | ---- | ----- | --- | ---- | --- | --- | ------ | --------- |
| 2023 | SF-23 P           | Ferrari 066/10 V6 |                  | BHR | SAR | AUS | AZE | MIA | MON | SPA | CAN | OOS | GBR | HON | BEL  | NED | ITA | SIN | JPN | QAT  | VST   | MXS | SAP  | LSV | ABU | 406    | Brons     |
| 2023 | SF-23 P           | Ferrari 066/10 V6 | Charles Leclerc  | DNF | 7   | DNF | 23P | 7   | 6   | 11  | 4   | 2   | 9   | 7   | 53P  | DNF | 4   | 4   | 4   | 5    | 3DSQP | 3P  | 5DNS | 2P  | 2   | 406    | Brons     |
| 2023 | SF-23 P           | Ferrari 066/10 V6 | Carlos Sainz jr. | 4   | 6   | 12  | 5   | 5   | 8   | 5   | 5   | 36  | 10  | 8   | 4DNF | 5   | 3P  | 1P  | 6   | 6DNS | 63    | 4   | 86   | 6   | 18† | 406    | Brons     |

- † Uitgevallen maar wel geklasseerd omdat er meer dan 90% van de raceafstand werd afgelegd.